# Szabó András (orvos)
Szabó András (Gödöllő, 1953. október 29.) orvos, egyetemi tanár, a Semmelweis Egyetem Tűzoltó Utcai II. Sz. Gyermekgyógyászati Klinika orvosigazgatója 2009 és 2018 között.

## Életútja

### Iskolái, kutatómunkája
A cinkotai Szerb Antal Gimnáziumban 1972-ben érettségizett. 1978-ban a Semmelweis Egyetemen általános orvosi diplomát szerzett. 1983-ban gyermekgyógyászatból szakvizsgát tett. 1985-től Heidelbergben kutatómunkát folytatott az urémiás vesebetegség kalciumanyagcsere-zavara, valamint a D vitamin reguláció témában. Az 1990-es évek elején Humboldt-ösztöndíjjal két évig ismét ott kutatott. Ekkor kezdett foglalkozni a vese D-vitamin-receptorainak kérdésével. Eredményeit összefoglaló kandidátusi értekezését 1993-ban védte meg. 1996-ban nefrológiából szakvizsgázott. 2010-ben diplomás egészségügyi szakmenedzser lett.

### Munkahelyei
1978–94 között egyetemi tanársegéd a SOTE II. sz. Gyermekklinikán, majd 1998-ig osztályvezető egyetemi adjunktus az I. sz. Gyermekklinikán. 2007-ig ugyanitt osztályvezető egyetemi docens, majd 2009-ig intézményvezető egyetemi tanár. 2009-től 2018-ig a II. sz. Gyermekklinika (ma a Semmelweis Egyetem Gyermekgyógyászati Klinika Tűzoltó Utcai Részlege) igazgató egyetemi tanára.

### Családja
Nős, két gyermek apja.

## Tudományos tevékenysége
Az Egyetem graduális és posztgraduális képzéseiben részt vesz, a budapesti gyermekgyógyász továbbképző tanfolyamot szervezi.

## Társasági tagságai
1994-től a Magyar Nephrológiai Társaság, a Magyar Gyermekorvosi Társaság és a Gyermeknephrológiai Szekció választott vezetőségi tagja. 1996 és 2000 között a Semmelweis Egyetem Tudományos Bizottságának tagja volt. 2010 óta vezetőségi tagja a Magyar Gyermekgyógyász Társaság és a Csecsemő és Gyermekgyógyász Szakmai Kollégium Tagozatának. Az Országos Gyógyszerterápiás Tanács tagjává választották.

## Elismerései
- 1991. Petényi Díj
- 1998 és 2012. MNT: „A év legkiemelkedőbb közleménye-díj”
- 1999. SE: Jendrassik Díj